# Blanszowanie

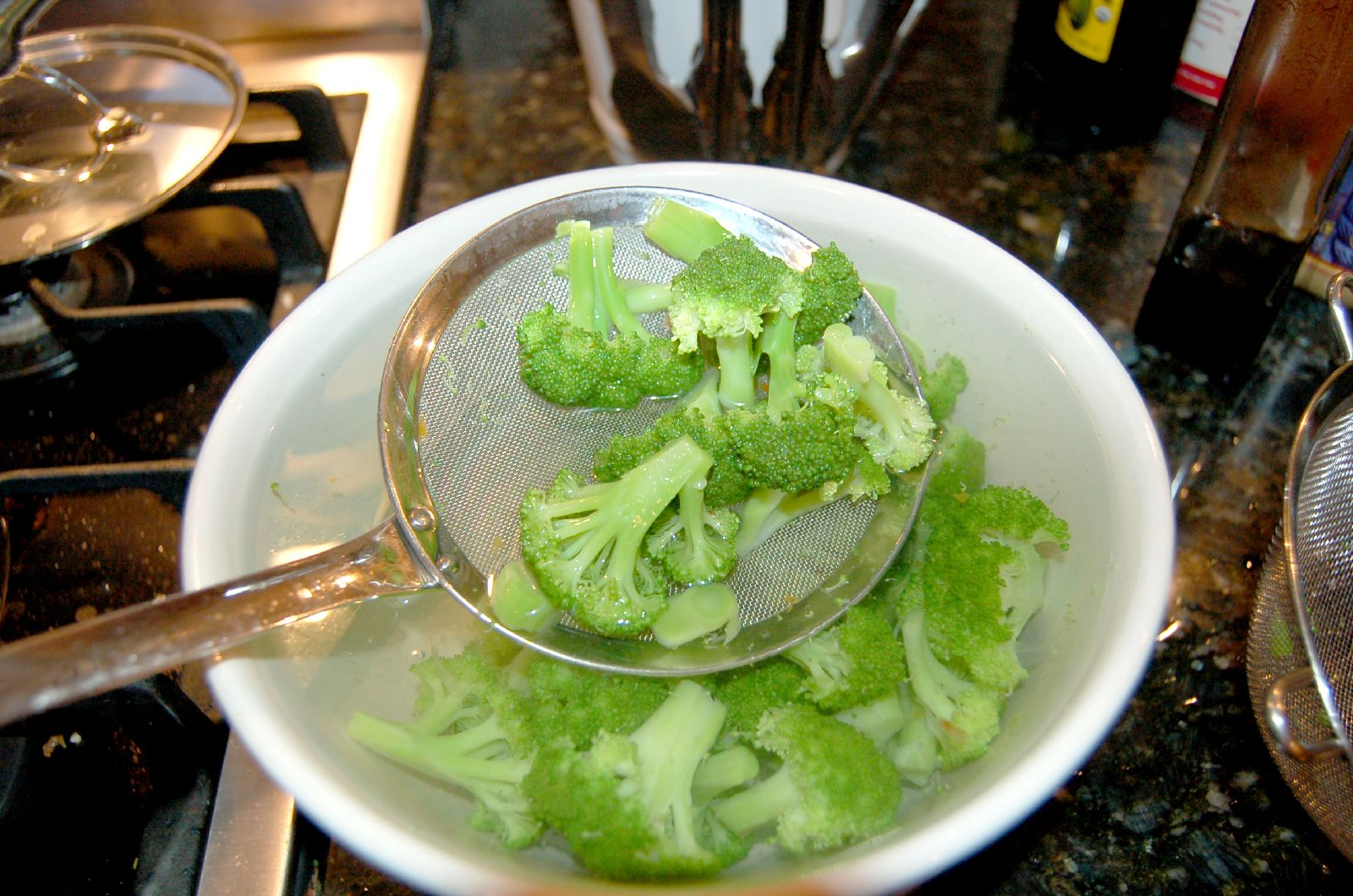
Blanszowanie

Blanszowanie (z fr. blanchir) – rodzaj obróbki cieplnej żywności polegający na zanurzeniu na kilkanaście do kilkudziesięciu sekund we wrzątku i następnym schłodzeniu poprzez zanurzenie w zimnej wodzie (najlepiej z dodatkiem lodu).
Blanszowanie wykonuje się na delikatnych owocach i warzywach (np. liściach szczawiu, brokułach). Nie obniża ono w nich zawartości witamin, o ile jest wykonane we właściwym czasie
Blanszowanie przed zamrożeniem pozwala na zachowanie naturalnego koloru.
Poza dezaktywacją enzymów blanszowanie powoduje również:
- mycie surowca i zmniejszenie zakażeń mikrobiologicznych
- usuwanie gazów z komórek oraz z przestrzeni międzykomórkowej i redukcję przez to wolnej przestrzeni po załadowaniu do opakowań, jak również zmniejszenie korozji puszek
- polepszenie struktury żywności, szczególnie odwadnianej później
- straty rozpuszczalnych w wodzie składników odżywczych

Blanszowanie może być wykonane:
- w parze wodnej
- przez ogrzewanie mikrofalowe
- metodą zanurzania (immersyjną) w gorącej wodzie, w roztworze soli lub cukru